# 朱倭镇
朱倭乡，是中华人民共和国四川省甘孜藏族自治州炉霍县下辖的一个乡镇级行政单位。

## 行政区划
朱倭乡下辖以下地区：
根达村、杜柏村、朱倭村、虾扎村、颠古村、卡烈火村、克羊皮村、日郎达村、沙依村和觉汝村。

## 中国传统村落
2013年8月，朱倭村被评为第二批中国传统村落。